# Enen
Enen – polski film fabularny w reżyserii Feliksa Falka, który napisał również scenariusz. W rolach głównych występują Borys Szyc, Grzegorz Wolf, Krzysztof Stroiński i Magdalena Walach. Premiera odbyła się 4 września 2009 roku.
W ciągu pierwszych czterech dni emisji w polskich kinach widzowie wydali na bilety 116 600 zł.
Film kręcono od 26 czerwca do 30 lipca 2008, plenery: Warszawa, Wrocław, Pruszków, Otwock.

## Fabuła
Historia lekarza szpitala psychiatrycznego, który odkrywa, że wśród jego pacjentów znajduje się człowiek nieposiadający historii choroby i cierpiący na amnezję. Lekarz przenosi pacjenta do swojego domu i samodzielnie poddaje terapii.

## Obsada
- Borys Szyc − dr Konstanty Grot
- Grzegorz Wolf − Paweł Płocki
- Magdalena Walach − Renata
- Krzysztof Stroiński − Ambroziak
- Grzegorz Kwiecień − Robert
- Marian Opania − profesor Dębicki
- Ewa Ziętek − matka Renaty
- Elżbieta Karkoszka − matka Konstantego
- Krzysztof Machowski − docent Boreń
- Aleksander Mikołajczak − ordynator Kański
- Artur Steranko − dr Julski
- Dariusz Dobkowski − mężczyzna
- Juliusz Chrząstowski − policjant
- Gabriela Czyżewska − pielęgniarka Kasia
- Wojciech Chorąży − lekarz